# Brothers in Arms (음반)
| 전문가 평가     | 전문가 평가 |
| 평가 점수       | 평가 점수   |
| 출처            | 점수        |
| --------------- | ----------- |
| AllMusic        | [ 1 ]       |
| Pitchfork       | 8.6/10      |
| Q               | [ 3 ]       |
| Record Mirror   | [ 4 ]       |
| Sounds          | [ 5 ]       |
| The Daily Vault | A-          |

《Brothers in Arms》는 1985년 5월 13일, 영국의 버티고 레코드와 미국의 워너 브라더스 레코드가 발표한 영국의 록 밴드 다이어 스트레이츠의 다섯 번째 스튜디오 음반이다. 이 음반은 여러 나라에서 1위를 차지했고, 영국 음반 차트 1위(1986년 1월 18일부터 3월 22일까지 10주 연속 1위 포함), 미국 빌보드 200에서 9주 연속 1위, 호주 음반 차트에서 34주 동안 1위를 했다. 《Brothers in Arms》는 영국에서 10배 이상의 플래티넘을 인증받은 첫 번째 음반으로 영국 차트 역사상 8번째로 많이 팔린 음반으로 미국에서 9배 이상의 플래티넘을 인증받았으며, 전 세계적으로 3,000만 장 이상의 판매고를 올린 세계 베스트셀러 음반 중 하나이다.
이 음반은 1986년 최고 엔지니어링 앨범, 비클래식 앨범으로 그래미 어워드를 수상했으며, 20주년 기념 에디션은 2006년 베스트 서라운드 사운드 앨범으로 또 다른 그래미상을 수상했으며, 1987년 브릿 어워드에서 베스트 브리티시 앨범을 수상하기도 했다. 《Q》는 이 음반을 가장 위대한 영국 음반 100장 중 51위에 올려놓았다.

## 녹음
《Brothers in Arms》는 1984년 11월부터 1985년 2월까지 카리브해의 영국 해외 영토인 몬세라트 섬의 AIR 스튜디오에서 녹음되었다. 이 음반은 1982년 다이어 스트레이츠의 음반 《Love over Gold》와 1983년 노플러의 사운드트랙 음반 《Local Hero》를 작곡한 작곡가 마크 노플러와 닐 도프스먼이 프로듀싱했다.
《Brothers in Arms》는 소니 24트랙 디지털 테이프 머신으로 녹음한 최초의 음반 중 하나이다. 디지털 레코딩으로 전환하기로 한 결정은 더 나은 음질을 위해 끊임없이 노력한 노플러의 노력에서 비롯되었다. "제가 그를 전적으로 존경했던 것 중 하나는 음악을 개선하기 위한 수단으로 기술에 대한 그의 관심이었습니다. 그는 항상 고품질 장비에 기꺼이 투자했습니다."라고 도프스먼은 말한다.

## 커버 아트
음반 커버 전면에 등장한 기타는 마크 노플러의 1937년 14프레트 내셔널 스타일 "O" 공명이다. 기타의 스타일 "O" 라인은 1930년에 도입되어 1941년에 단종되었다. 사진작가는 데보라 파인골드였다. 뒷면 커버에는 독일의 화가 토마스 스티어가 그린 같은 기타 그림이 그려져 있다. 브루어스 드루프의 1989년 음반 《The Booze Brothers》에도 비슷한 컬러 배색으로 비슷한 이미지가 사용되었다.

## 곡 목록
모든 곡들은 특별한 언급이 없는 한 마크 노플러에 의해 작사/작곡하였다.

### CD 및 카세트
| #  | 제목                      | 작사·작곡         | 재생 시간 |
| -- | ------------------------- | ----------------- | --------- |
| 1. | 〈So Far Away〉           |                   | 5:12      |
| 2. | 〈Money for Nothing〉     | 마크 노플러, 스팅 | 8:26      |
| 3. | 〈Walk of Life〉          |                   | 4:12      |
| 4. | 〈Your Latest Trick〉     |                   | 6:33      |
| 5. | 〈Why Worry〉             |                   | 8:31      |
| 6. | 〈Ride Across the River〉 |                   | 6:58      |
| 7. | 〈The Man's Too Strong〉  |                   | 4:40      |
| 8. | 〈One World〉             |                   | 3:40      |
| 9. | 〈Brothers in Arms〉      |                   | 6:59      |

### 오리지널 싱글 LP
| #  | 제목                  | 작사·작곡         | 재생 시간 |
| -- | --------------------- | ----------------- | --------- |
| 1. | 〈So Far Away〉       |                   | 3:59      |
| 2. | 〈Money for Nothing〉 | 마크 노플러, 스팅 | 7:04      |
| 3. | 〈Walk of Life〉      |                   | 4:12      |
| 4. | 〈Your Latest Trick〉 |                   | 4:46      |
| 5. | 〈Why Worry〉         |                   | 5:22      |

| #  | 제목                      | 재생 시간 |
| -- | ------------------------- | --------- |
| 1. | 〈Ride Across the River〉 | 6:58      |
| 2. | 〈The Man's Too Strong〉  | 4:40      |
| 3. | 〈One World〉             | 3:40      |
| 4. | 〈Brothers in Arms〉      | 6:59      |

## 인증
| 국가                                                                                         | 인증         | 판매량/출하량 |
| -------------------------------------------------------------------------------------------- | ------------ | ------------- |
| 아르헨티나 (CAPIF)                                                                           | 골드         | 30,000^       |
| 오스트레일리아 (ARIA)                                                                        | 17× 플래티넘 | 1,190,000^    |
| 오스트리아 (IFPI 오스트리아)                                                                 | 4× 플래티넘  | 200,000*      |
| 벨기에 (BEA)                                                                                 | 플래티넘     | 75,000*       |
| 캐나다 (뮤직 캐나다)                                                                         | 다이아몬드   | 1,000,000^    |
| 덴마크 (IFPI Danmark)                                                                        | 5× 플래티넘  | 100,000       |
| 핀란드 (Musiikkituottajat)                                                                   | 2× 플래티넘  | 116,784       |
| 프랑스 (SNEP)                                                                                | 다이아몬드   | 1,995,300     |
| 독일 (BVMI)                                                                                  | 플래티넘     | 500,000^      |
| 홍콩 (IFPI 홍콩)                                                                             | 플래티넘     | 20,000*       |
| 이탈리아 (FIMI) sales 1985-1987                                                              | 플래티넘     | 200,000*      |
| 이탈리아 (FIMI) sales since 2009                                                             | 플래티넘     | 50,000        |
| 네덜란드                                                                                     | —            | 450,000       |
| 뉴질랜드 (RMNZ)                                                                              | 24× 플래티넘 | 360,000^      |
| 폴란드 (ZPAV)                                                                                | 골드         | 10,000        |
| 남아프리카 공화국                                                                            | —            | 100,000       |
| 스페인 (PROMUSICAE)                                                                          | 3× 플래티넘  | 300,000^      |
| 스웨덴 (GLF)                                                                                 | 골드         | 50,000^       |
| 스위스 (IFPI 스위스)                                                                         | 6× 플래티넘  | 350,000^      |
| 스위스 (IFPI 스위스) 1996 release                                                            | 플래티넘     | 350,000^      |
| 영국 (BPI)                                                                                   | 14× 플래티넘 | 4,300,000     |
| 미국 (RIAA)                                                                                  | 9× 플래티넘  | 9,000,000^    |
| 요약                                                                                         |              |               |
| 전 세계                                                                                      | —            | 30,000,000    |
| *판매량을 기반으로 한 인증 · ^출하량을 기반으로 한 인증 · 판매량+스트리밍을 기반으로 한 인증 |              |               |

## 같이 보기
- 가장 많이 팔린 음반 목록
- 영국에서 가장 많이 팔린 음반 목록